# Terminal City
Terminal City az Amerikai Egyesült Államok északnyugati részén, Oregon állam Klamath megyéjében elhelyezkedő önkormányzat nélküli település.